# Ernst Thape
Ernst Thape (* 29. Mai 1892 in Kleinaga; † 25. Juli 1985 in Hannover) war ein deutscher Politiker (SPD/SED), der von 1945 bis 1948 Vizepräsident der Provinz Sachsen beziehungsweise des späteren Landes Sachsen-Anhalt war.

## Leben
Thape, dessen Vater der Former August Thape (* 1851) war, lernte den Beruf des Maschinenschlossers bei der Maschinenfabrik Buckau in Magdeburg. Ab 1906 engagierte er sich in der sozialdemokratischen Arbeiterjugend und wurde 1910 Mitglied der SPD. Ab 1910 ging er als Geselle in Deutschland, Frankreich sowie Belgien auf Wanderschaft. 1913 emigrierte der Kriegsdienstverweigerer in die Schweiz und belegte an der Universität Zürich, der Technischen Hochschule Zürich und am Technikum in Winterthur Vorlesungen. In der Schweiz lernte er auch seine spätere Frau Ginesta Mimiola kennen. Nach seiner 1921 erfolgten Rückkehr nach Magdeburg arbeitete Thape bei der SPD-Zeitung Volksstimme, wo er 1924 politischer Redakteur wurde. 1933 wurde Thape entlassen und von der Gestapo verhaftet und verhört. Nach jahrelanger Arbeitslosigkeit fand er 1938/39 eine Stelle als Ingenieur.
Im September 1939 wurde Thape im Zuge der A-Kartei-Aktion erneut verhaftet und in das KZ Buchenwald gebracht, wo er bis zur Befreiung am 11. April 1945 inhaftiert blieb. In Buchenwald trug er die Häftlingsnummer 5753 und war Mitglied des illegalen Volksfrontkomitees. Thape war im April 1945 an der Überarbeitung des Buchenwalder Manifests beteiligt und Mitunterzeichner. Bekannt wurde später das Buchenwalder Tagebuch Thapes, das er vom 1. April bis 1. Mai 1945 in Buchenwald führte.
Nach dem Krieg wirkte Thape am Aufbau der SPD im Magdeburger Raum mit. Im August 1945 übernahm er die Leitung des gerade gebildeten SPD-Provinzialverbandes. Im Juli 1945 wurde er zum Vizepräsidenten für Wirtschaft und Verkehr der Provinzialverwaltung Sachsen ernannt. Ab Dezember 1946 gehörte er der Provinzialregierung als Minister für Volksbildung, Wissenschaft und Kultur an. Thape hatte die Zwangsvereinigung von SPD und KPD zur SED mitgetragen. Als Parteigänger des ehemaligen sozialdemokratischen Reichstagsabgeordneten Gustav Dahrendorf (SPD) nahm er u. a. im Dezember 1945 an der 60er Konferenz von SPD- und KPD-Vertretern in Berlin teil. Nach der Verhaftung einiger Sozialdemokraten flüchtete Thape am 28. November 1948 während der Berlin-Blockade aus dem sowjetisch besetzten Teil Deutschlands. Thape erklärte seinen Austritt aus der SED und arbeitete von 1949 bis 1957 in der Pressestelle der Niedersächsischen Landesregierung. Er war Vorsitzender der SPD und Ratsherr in Langenhagen sowie Mitarbeiter des Ostbüros der SPD.
Der Bremer Senator und Bürgermeister Moritz Thape (SPD) war sein Sohn.

## Veröffentlichung
- Von Rot zu Schwarz-Rot-Gold: Lebensweg eines Sozialdemokraten, Hannover, Dietz, 1969